# Calle Andersson
Calle Peter Erik Andersson, född 16 maj 1994 i Limhamns församling i Malmö, är en svensk professionell ishockeyspelare som spelar för HC Lugano i NLA.
Calle Andersson är äldre bror till Rasmus Andersson som också spelat i Malmö Redhawks. Han är även son till Peter Andersson som tidigare spelat ishockey professionellt.
I NHL-draften 2012 blev han draftad i fjärde rundan, som nummer 119 totalt, av New York Rangers.

## Klubbar
- Färjestad BK 2012–2013
- Malmö Redhawks 2013-2014
- IK Pantern 2013-2014 (lån)
- EV Zug 2014-2015
- HC Lugano 2014-2015
- Hartford Wolf Pack 2015-2016
- SC Bern 2016-2022
- HC Lugano 2022-nuvarande